# Hoylake
Hoylake est une ville et une station balnéaire anglaise du Merseyside, à quelques kilomètres à l'ouest de Liverpool. Elle est située sur la péninsule de Wirral près de l'estuaire de la Dee, sur les côtes de la mer d'Irlande.

## Personnalité liés à la commune
- Chris Boardman ancien coureur cycliste détenteur du record de l'heure et. champion olympique à Barcelone Fabricant de cycles